# 城南书院

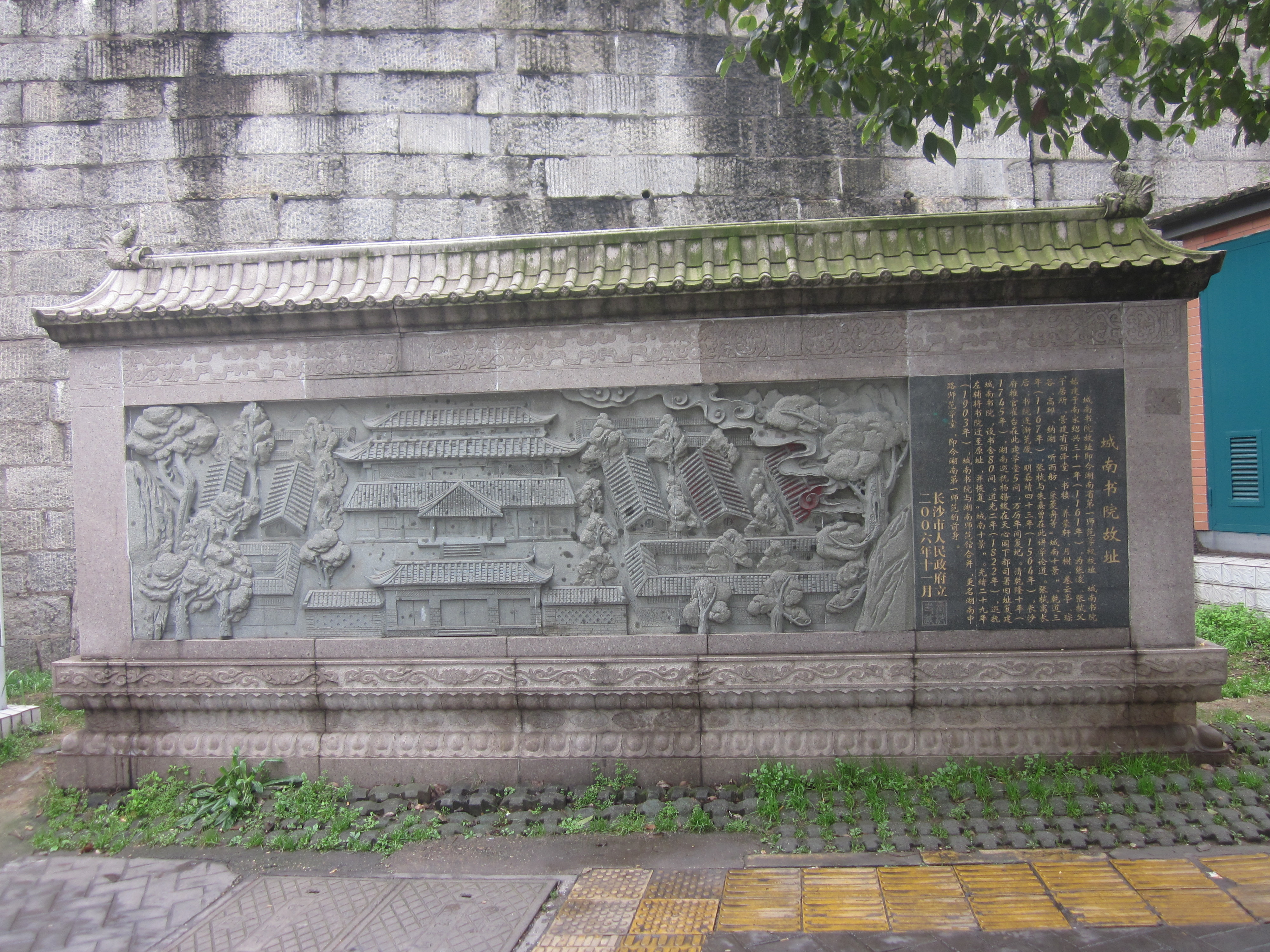
城南书院故址

城南书院位于湖南省长沙市天心区境内，地处书院路中段。

## 历史沿革
最初为张浚、张栻父子在南宋绍兴三十一年（1161年）所建，旧址有基地园土26处，设监院、讲堂、书房等六斋，并置“城南十景”。
南宋乾道元年(1165年)，张栻开始在这里授徒传业。同年朱熹也来岳麓书院、城南书院讲学，与张栻各有唱和诗10余首。城南书院在元代成了僧寺。到了明朝，又经历了几度兴废。
清代乾隆十年（1745年）湖南巡抚杨锡绂迁城南书院于天心阁下旧部司衙门旧址。嘉庆二十五年（1820年），湖南巡抚左杏庄以该地喧闹，不利研读，在妙高峰书院故址按照城南书院原貌大规模复建，道光二年（1822年）冬落成。《城南书院志》载：“城南之肇自有宋，与岳麓先相等，其隔江对峙，各藉先贤之声以俱永，亦遥遥相望。” 
1903年改设湖南师范馆。1912年改为湖南公立第一师范学校，1914年易名湖南省立第一师范学校（旧址为全国重点文物保护单位）。现为湖南第一师范学院。

## 校友教师
曾国藩、胡林翼、程潜、何绍基、左宗棠、郭嵩焘、李元度、王先谦、黄兴、陈天华、杨昌济、杨毓麟等名士曾主讲或修学于城南书院。